# Underclocking
 (juin 2020).
Si vous disposez d'ouvrages ou d'articles de référence ou si vous connaissez des sites web de qualité traitant du thème abordé ici, merci de compléter l'article en donnant les références utiles à sa vérifiabilité et en les liant à la section « Notes et références ».

L'underclocking (mot anglais), parfois francisé en sous-fréquençage ou sous-cadencement, d'un processeur, consiste à diminuer sa fréquence de fonctionnement, par opposition à l'overclocking.
Cette technique permet de diminuer la consommation électrique et donc la production de chaleur. Cela permet aussi de diminuer la tension d'alimentation en dessous de valeurs minimales conseillées par le fabricant du CPU tout en restant stable.
Cette solution est en général utilisée par les personnes voulant un ordinateur silencieux (et/ou avec une faible consommation électrique comme un système embarqué). On diminue le besoin de ventilation du CPU. Si la baisse est vraiment significative, il est même possible de se passer de ventilation.
Cette pratique est répandue chez les constructeurs informatiques, qui proposent par exemple des modes turbo ou éco, qui diminuent la fréquence de fonctionnement du microprocesseur. Ce changement de fréquence peut être statique ou dynamique, c'est-à-dire, changeant automatiquement en fonction de la demande en ressources.

## Stabilité
La stabilité ne peut être garantie à partir d'un certain seuil de tension. Les processeurs utilisent parfois des technologies TTL (transistor-transistor-logic). On distingue alors deux valeurs : haut (1) et bas (0). L'appartenance à une de ces deux classes dépend de la tension et de marges qui varient selon que l'on évalue une entrée ou une sortie. Ces marges permettent d'assurer une certaine tolérance au bruit. Dans le cas d'une sortie en TTL, celle-ci doit fournir une tension d'au moins 2.7 V pour garantir la stabilité d'un signal "haut". Entre 1V et 2.7V, le signal est considéré comme métastable et ne peut être discriminé. En dessous de 0.5V, nous avons un signal basse tension correspondant à un '0'. Pour une entrée, les marges sont différentes : de 2 à 5V pour une entrée haute, entre 0 et 0.9V pour une entrée basse. Toutefois, ces seuils sont "idéaux". Dans la réalité, les portes logiques utilisées ont une marge d'erreur qui s'inscrit à l'intérieur des marges édictées dans les normes. On peut donc avoir un circuit à 2.55V qui ne donnera pas un '1' parfait.
TTL n'est pas la seule norme en la matière, il existe d'autres familles de tension (CMOS, ETL, BTL, etc.)